# Somalilândia Francesa
A Somalilândia Francesa, ou Somália Francesa, (em francês: Côte Française des Somalis) (Costa Francesa dos Somalis) foi uma colônia francesa no Chifre da África. Formada após o governo francês assinar vários tratados com os Sultões Somalis da época, a Somalilândia Francesa surgiu em 1896 após a união do Território de Obock com os Protetorados de Tadjourah e País Danakil. Em 1967, foi renomeada como Território Francês dos Afares e Issas. A Somalilândia Francesa ocupava o atual território do Djibuti.